# فجيج
فكيك وتنطق فݣيݣ (بالأمازيغية: ⵉⴼⵉⵢⵢⵉⵢ) مدينة مغربية في إقليم فكيك بجهة الشرق، تقع بالقرب من جبال الأطلس على الحدود مع الجزائر. تبعد عن مدينة بوعرفة بـ 105 كلم، وعن مدينة وجدة بـ 360 كلم عبر الطريق الوطنية رقم 17. يحدها من الجنوب والشرق الحدود المغربية الجزائرية. تقدر مساحة الاقليم ب:55990 كلم مربع, وهو ما يمثل 62,1 في المئة من مساحة جهة الشرق,و7,9 من مساحة المغرب.
تضم مدينة فجيج 10,872 نسمة بحسب الإحصاء العام للسكان والسكنى لسنة 2014، وتشتهر بواحة النخيل التي تضم العديد من أشجار النخيل وبإنتاج أنواع جيدة ونادرة من التمور.

## التسمية
سُمّيت مدينة فكيك على هذا الاسم نسبة إلى الكلمة الأمازيغية فجيج  وتدل على روعة المكان وعلى جماله وهذا معروف لدى جميع الساكنة لهذه المنطقة.

## تاريخ
تعتبر منطقة فجيج من المناطق الواحية التي عرفت الإستقرار منذ ما قبل الميلاد، ومن بين آثار تلك الحقبة هو انتشار الكراكير والنقوش الصخرية في عدة مناطق، خصوصاً بضواحي جبل كروز وجبل المعيز والحيثما والدويسا ولخناك بزناكة وزوزفانة. وهذه النقوش الصخرية هي عبارة عن رسوم تجسد الحيوانات التي كانت تعيش بالمنطقة وبعض الكتابات والرموز التي تشير لبعض الدلالات والمعتقدات الدينية.
ترجع بعض المصادر التاريخية، السكان الأوائل الذين عمروا منطقة فجيج إلى قبائل الأمازيغ زناتة وصنهاجة، ومن بين القبائل والهجرات التي كان لها تأثير قوي في تاريخ المنطقة، هم الشرفاء الأدارسة في القرن الرابع الهجري (10م) ويعرفون بالوداغير نزحوا إلى المنطقة بقيادة عيسى بن عبد الرحمان الشريف الإدريسي قادمين إليها من فاس، فإستقروا على منابع العيون ومجاري المياه وشيدوا القصور والمداشر ولهتموا بالزراعة ونشر الثقافة وتأسيس زوايا العلم والصلاح.
ومع نهاية القرن السادس الهجري، وبداية القرن السابع الهجري بدأت القبائل العربية الهلالية من بني عامر تنتشر في المنطقة، فظهرت عدة قصور ومداشر في الدفيلية والاعوج والنخيلة وفندي وبويعلا ووادي الحلوف. وفي عهد الخليفة السعيد بن المامون الموحدي حل بفجيج عرب بنو جابر قادمين إليها من تادلة لتمثيل السلطة المخزنية واتخدوا قصرهم عند منابع عين تزادرت (اغرم انتيط) قصر العين.
وفي القرن الثامن الهجري (14م) نزل الولي الصالح سيدي أحمد بن موسى البرزوزي بفجيج ووضع النواة الأولى بقصر المعيز، وتعرف في بعض النصوص التاريخية بالزاوية العلمية أو دار العدة، وقد كانت لها شهرة واسعة.
في سنة 1963، إندلعت حرب الرمال، وهي الحرب التي دارت بين المغرب والجزائر، وكان سبب هذه الحرب عدم موافقة الجزائر على إرجاع الأراضي المغربية المتواجدة على الشريط الحدودي والتي كانت قد ضمّتها فرنسا إلى الجزائر في فترة الاستعمار. هذه الحرب وقعت أحداثها في الواحات على مشارف الحدود والتي شملت واحة فجيج. هذه الحرب كان من نتائجها فقدان العديد من أهل فجيج لمساحة كبيرة من الأراضي والنخيل.
في سنة 2009، أشرف الملك محمد السادس على إطلاق برنامج التأهيل الحضري لمدينة فجيج، والذي يهم تأهيل الأحياء ناقصة التجهيز، وترميم قصر لوداغير، وأشغال التهيئة الحضرية، وتهيئة الشوارع الرئيسية وبعض الساحات العمومية، كما شمل البرنامج مشروعاً لبناء مركب اجتماعي يضم فضاءات للتعلم ومحو الأمية وأخرى للتكوين والأنشطة الثقافية.
في سنة 2021، طلب الجيش الجزائري من الفلاحيين المغاربة بمنطقة العرجة أولاد سليمان بفجيج على إخلاء أراضيهم المزروعة بدعوى تحت السيادة الجزائرية.

## الخدمات

### التعليم
قائمة المؤسسات التعليمية في مدينة فجيج:
- مدرسة ابن رشيق
- مدرسة المختار السوسي
- مدرسة أحمد بن عبد ربه
- مدرسة أحد
- مجموعة مدارس الفلاح
- مدرسة اليرموك
- مدرسة الإمام علي
- مجموعة مدارس ابن دريت
- إعدادية النهضة
- إعدادية سيدي عبد الجبار
- ثانوية الأمير مولاي رشيد
- ثانوية الإمام البخاري للتعليم الأصيل
- معهد التكنولوجيا التطبيقية لتحويل التمور

### الصحة
تتوفر المدينة على مستشفى، وعلى مستوصف في زناقة.

### الثقافة
تتكون الفضاءات الثقافية في مدينة فجيج من: فضاء تنمية قدرات الطفولة والشباب، ودار الثقافة محمد عابد الجابري، ودار الشباب المركزية، ودار الشباب زناقة.

### النقل والمواصلات
لا تتوفر مدينة فجيج على محطة طرقية، أما فيما يخص وسائل النقل العام، فهي تتكون من حافلات نقل المسافرين التي تربط بين وجدة وفجيج مُروراً بمدينة بوعرفة.

## الاقتصاد

### القطاع البنكي
يوجد في مدينة فجيج 4 وكالات بنكية، وكالتين بنكيتين للبنك الشعبي، ووكالة بنكية للتجاري وفا بنك، ووكالة بنكية للقرض الفلاحي.

### التجارة
تتوفر المدينة على سوق أسبوعي ينعقد يوم الإثنين من كل أسبوع، أما المحلات التجارية فأغلبها تتمركز على طول شارع الحسن الثاني وشارع محمد الخامس، وهو الأمر الذي يفسر إرتفاع عدد المحلات التجارية بكل من قصر زناقة وقصر الوداغير وقصر أولاد سليمان.

### التمور
تعتمد المدينة بشكل كبير في اقتصادها على إنتاج التمور، ويوجد بمدينة فجيج أنواع مختلفة من التمور يمكن تقسيمها حسب الأهمية إلى نوعين:
- النوع الأول: وهو الأحسن جودة، ويتكون من النخيل الذي ينمو عن طريق غرس الشتلة أو النقلة التي تكون بجانب النخلة الأم، هذه الشتلة عبارة عن جدع صغير يكون محاذيا للنخلة، يتم قلعه ثم غرسه في مكان آخر. بهذه الطريقة تكون تمر النخلة الجديدة شبيهة بتمر النخلة الام. ونجد من بين هذه التمور ما يلي: أزيزا بو زيد، أزيزا منزو، أفروخ نتيجنت، بوفقوس، بوفقوس غراس، العصيان، أزيزا نعبد الله أومالك.
- النوع الثاني: وهو النخيل الذي ينمو عن طريق علف التمرة، وتكون جودة هذا التمر أقل من تمر النخلة الأم، ويسمى هذا النوع من التمر بفجيج تغارست. فيما يلي بعض هذه التمور: أحفيان، أدمام، أدمام نغلي وسليمان، بوزيري، تبدوش، تبرشانت، تعبدونت، تكزكوس، تلازواغت، حمي اعلي، زنونو، شبيه.

### الموارد المائية
في إطار المجهودات المتواصلة لإنقاذ واحة فجيج وتحقيق تنمية فلاحية واقتصادية مستدامة لهذه الواحة، وتماشياً مع أهداف مخطط المغرب الأخضر، تم إنجاز مشروع بناء سد على وادي السفيسيف، وجرّ المياه إلى واحة فجيج.

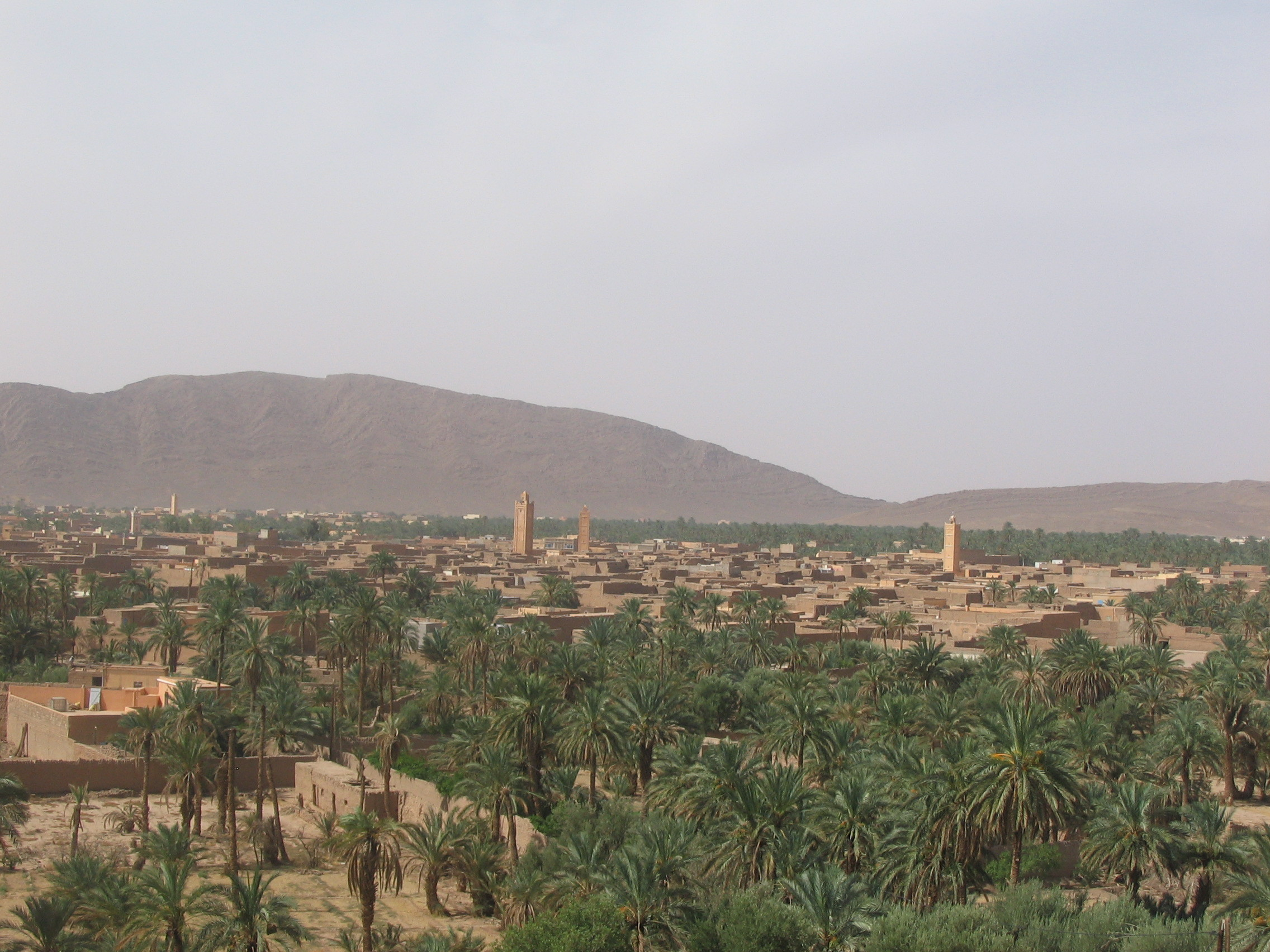
واحة فجيج

واحة فجيج

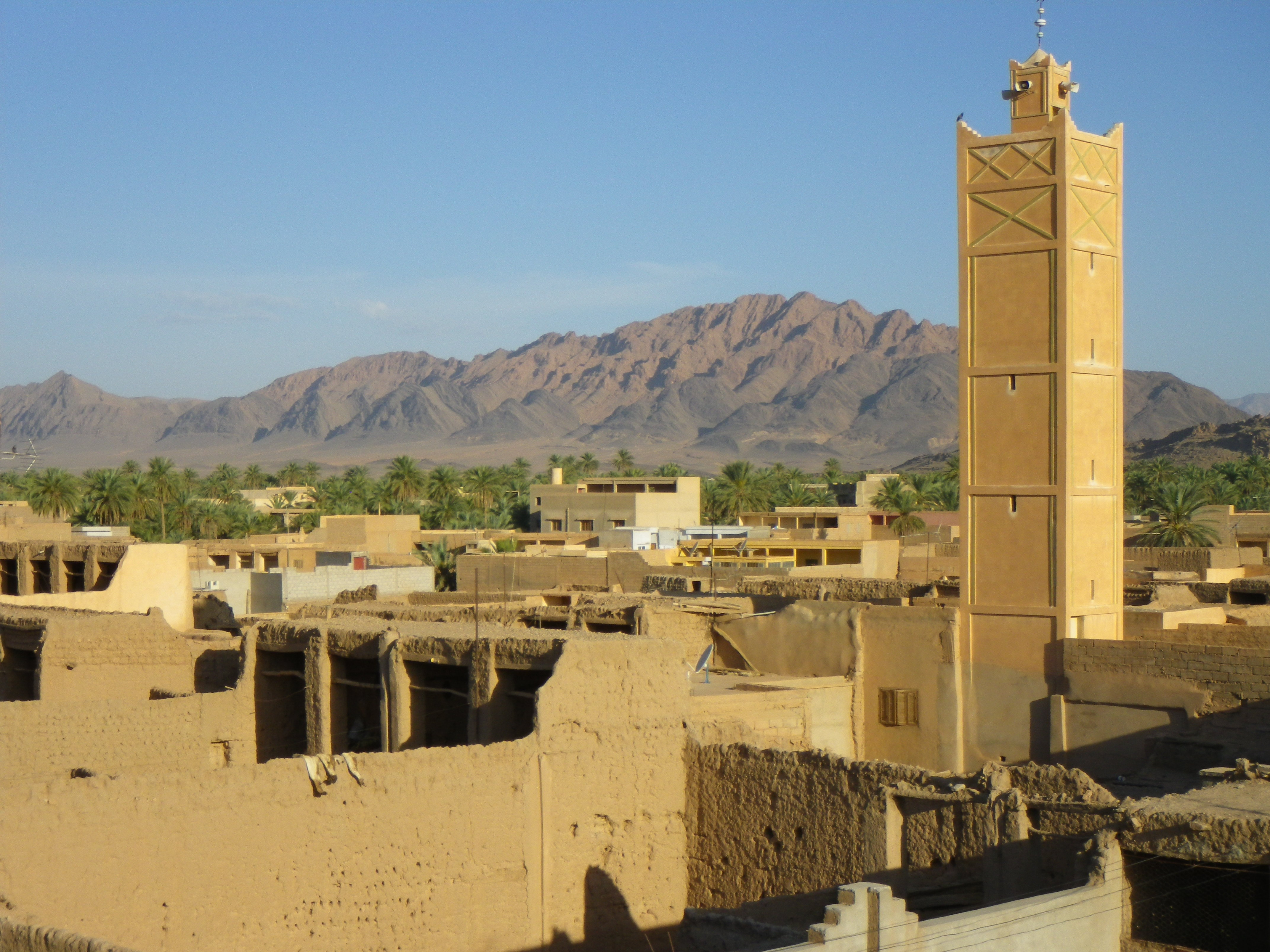
مسجد قصر زناقة

## السياحة

### الفنادق
يوجد في المدينة 6 فنادق وهي: فندق فجيج، فندق الملياس، دار الوازيس، دار نانا، دار الأمان، دار أجدير.

### القصور
تتكون مدينة فجيج من 7 قصور، وهي:
- قصر زناقة (وهو أكبر القصور من حيث عدد السكان)
- قصر العبيدات
- قصر الوداغير
- قصر أولاد سليمان
- قصر المعيز
- قصر الحمام الفوقاني
- قصر الحمام التحتاني

### المعالم التاريخية
تعتبر الصومعة الحجرية من بين المعالم التاريخية المشهورة في فجيج، يعود تاريخ تأسيسها إلى القرن الخامس الهجري، وقد تأسست على يد ذرية عبد الرحمن الودغيري بن علي، ويبلغ ارتفاعها 19 متر، وتتكوّن من قاعدة مربعة يبلغ كل ضلع منها 4.5 مترا، أما عند علو 5.20 متر فإنها تتخذ شكلا ثمانيا، إذ أضيف ضلع جديد بين كل ضلعين مربعين.

### الساحات
تُعتبر ساحة تاشرافت من أشهر ساحات المدينة، ويوجد بها نافورة ومجموعة من المقاهي. وتشتهر ساحة تاشرافت بتنظيم معرض التمور الذي أقيم لأول مرة في سنة 2015.

### الصناعة التقليدية
يوجد في مدينة فجيج مجمع للصناعة التقليدية، وتشتهر المدينة بصناعة الجلباب والسلهام والزرابي.

### المهرجانات
تشتهر فجيج بتنظيم مهرجان ثقافات الواحات، والمهرجان الدولي للمسرح، ومهرجان إتران نتمورت، ومهرجان أقبوش.

## أعلام
- إبراهيم بن عبد الجبار الفجيجي، (؟ - ح. 1514) شاعر.
- محمد موسوي
- بوعمامة
- محمد عابد الجابري
- طارق مرزوق

## وصلات خارجية
- معلومات عن إِفِيّْيْ / فكيك  (بالعربية)